# Ciudad de la Justicia de Las Palmas de Gran Canaria
La Ciudad de la Justicia de Las Palmas de Gran Canaria es el conjunto arquitectónico que acoge las sedes de la totalidad de las jurisdicciones existentes en el Partido Judicial de Las Palmas de Gran Canaria: Instrucción, Penal, Civil, Social, Contencioso-Administrativa y Especiales (Menores, Vigilancia Penitenciaria, Violencia sobre la Mujer y Mercantil), así como todas las Secciones de la Audiencia Provincial, la Fiscalía Provincial y el Registro Civil Exclusivo del Partido.
Las Palmas de Gran Canaria es la capital del archipiélago canario –conjuntamente con Santa Cruz de Tenerife–; y derivado de la situación de doble capitalidad, toca a Las Palmas de Gran Canaria acoger la sede del Poder Judicial. Así, este complejo de cuatro torres de cristal se ha edificado con el fin de concentrar todas las dependencias del Partido Judicial para hacer más eficiente la Administración de Justicia, siguiendo la tendencia del resto de Partidos principales en el país. De esta manera, se eliminan las catorce sedes actuales dispersas por la ciudad, a excepción del Tribunal Superior de Justicia de Canarias y su Fiscalía, que permanecen en la sede histórica del Palacio de Justicia en la Plaza de San Agustín.
Su titularidad corresponde al Gobierno de Canarias, pues éste dispone según el Estatuto de Autonomía de Canarias de competencias en materia de la Administración del Poder Judicial. 
Las Islas Canarias juegan, además, un papel muy importante en la lucha contra las mafias, el crimen organizado, el narcotráfico y el ingreso de contrabando proveniente de Sudamérica (Colombia, Perú y Bolivia) hacia Europa como a África, por lo que era indispensable contar con la infraestructura adecuada para combatirlos.
Por último, es importante recalcar cómo la influencia y el carácter de la edificación han tenido una directa participación en el ámbito social y cultural con el mejoramiento y la renovación de los sectores de la Vega de San José y de Vegueta, siendo este palacio de justicia el principal impulsor del desarrollo urbanístico y la  revitalización arquitectónica de toda la zona.

## Concurso de ideas
La iniciativa para el desarrollo este conjunto judicial, entra en la categoría de Campus de Justicia de Madrid o la de Ciudad de la Justicia como la de Málaga, Albacete, o Barcelona y Hospitalet de Llobregat. Esto debido a los resultados obtenidos por parte del Ministerio de Justicia de España con este tipo de proyectos que fueron establecidos desde inicios del siglo XXI.

### Concepción
Desde un inicio, el Proyecto de la Ciudad Judicial se planteó como una oportunidad para resolver las necesidades propias del Gobierno de Canarias para una infraestructura ideal, también lo fue para mejorar vínculos entre los barrios colindantes como lo son la Vega de San José y la Vegueta.
 "La imagen de la edificación debería respetar y desarrollar el potencial urbano de una manera funcional, pero también de manera amable y cercana a los habitantes de la localidad como a los usuarios."
Con lo cual, se propuso una Edificación Moderna que proveería un perfil de sección variable en elevación asimilándose a la topografía y el skyline del sector. Así, de una manera rítmica se logra una mejor adaptación al entorno residencial mediante  distintas alturas, además brindando un enriqueciendo del  espacio público con: plazas, jardines interiores y vías peatonales, que aportan  a la trama urbana.
La disposición de la edificación con tres plantas bajas comparte la comunicación entre las diversas jurisdicciones establecidas en las torres, dispuestas así para su interrelación por dependencias, lo cual facilita el desarrollo de actividades comunes y separa a la vez la no relacionadas.
Esto proporciona además de orden, mejor calidad espacial para diversos tipos de diligencias definiendo así ; la iluminación, el aire acondicionado y demás infraestructura necesaria para mejorar desempeño de cada labor. Así, se establece un edificio flexible capaz de adaptarse a los cambios climáticos como a las necesidades del servicio, de forma efectiva y controlada. 
Todo esto para reducir el tiempo de circulación de un sitio a otro, optimar las condiciones de seguridad y prestar una mejor atención al público, ante una mayor afluencia de gente y volumen de trabajo.
"La edificación fue diseñada por José Antonio Sosa, Magüi González y Miguel Santiago galardonados con el Primer Premio por la Competición Internacional  "Ciudad de la Justicia, La Palmas de Gran Canaria" de 2004.

### Imágenes del Proyecto

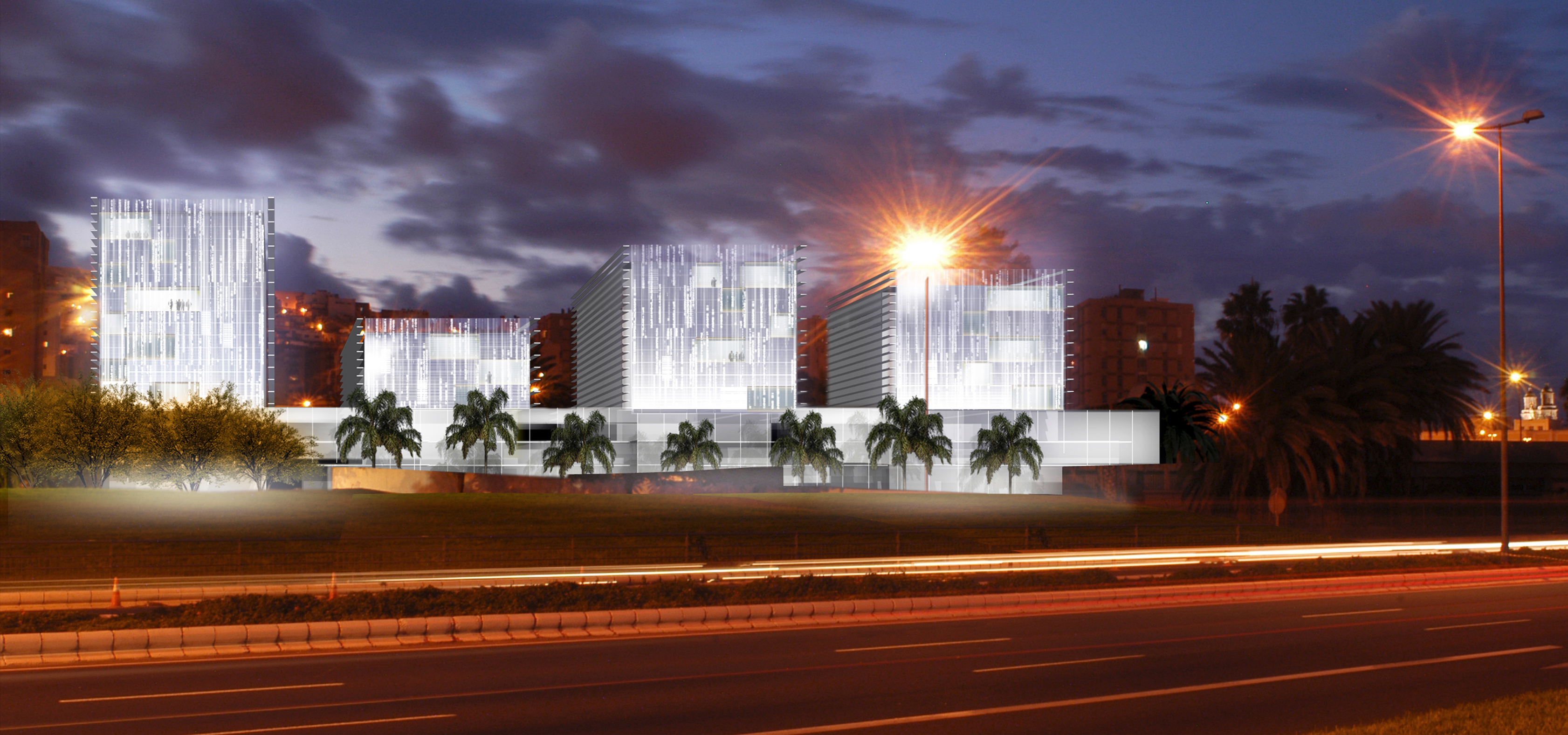
Representación Artística
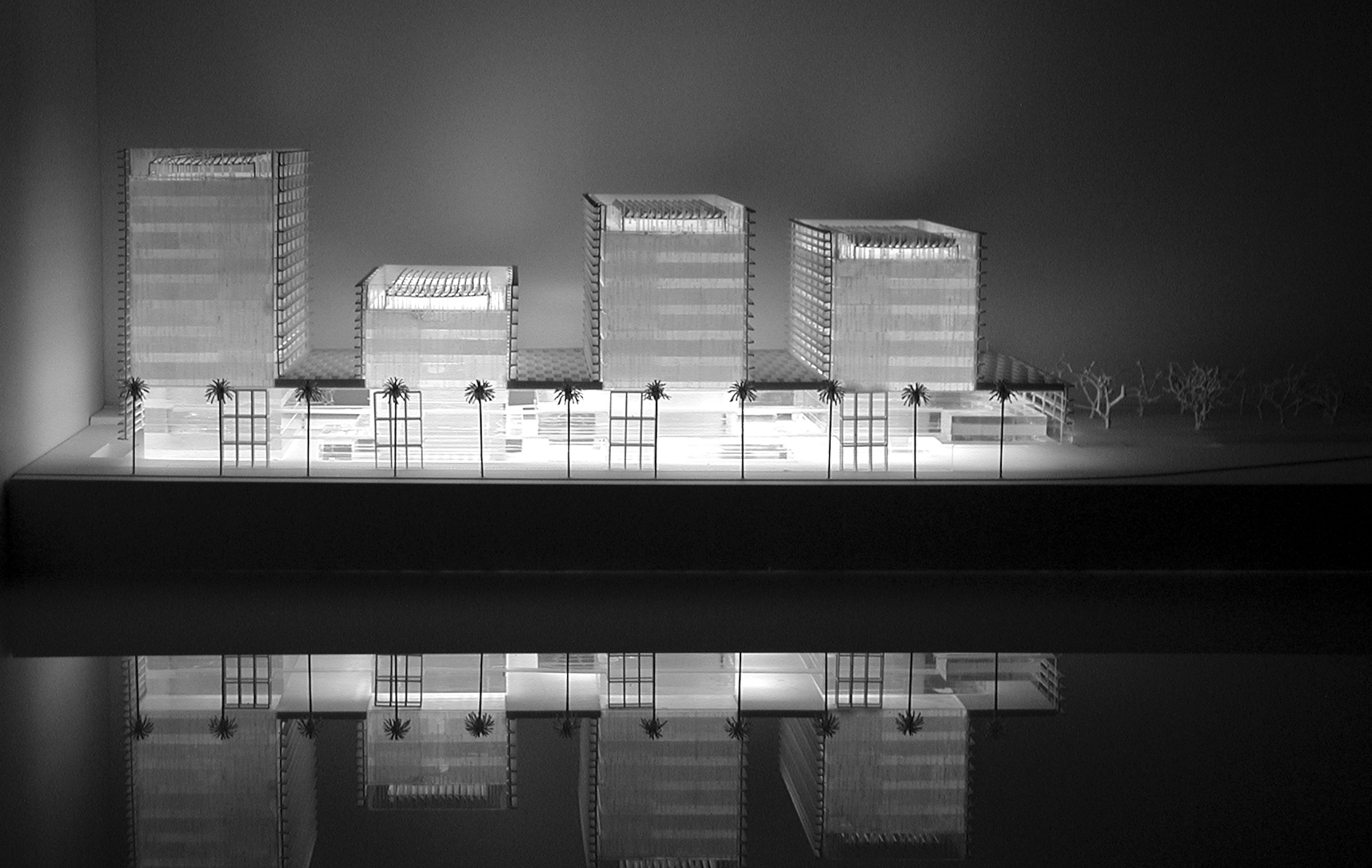
Maqueta Vista Este
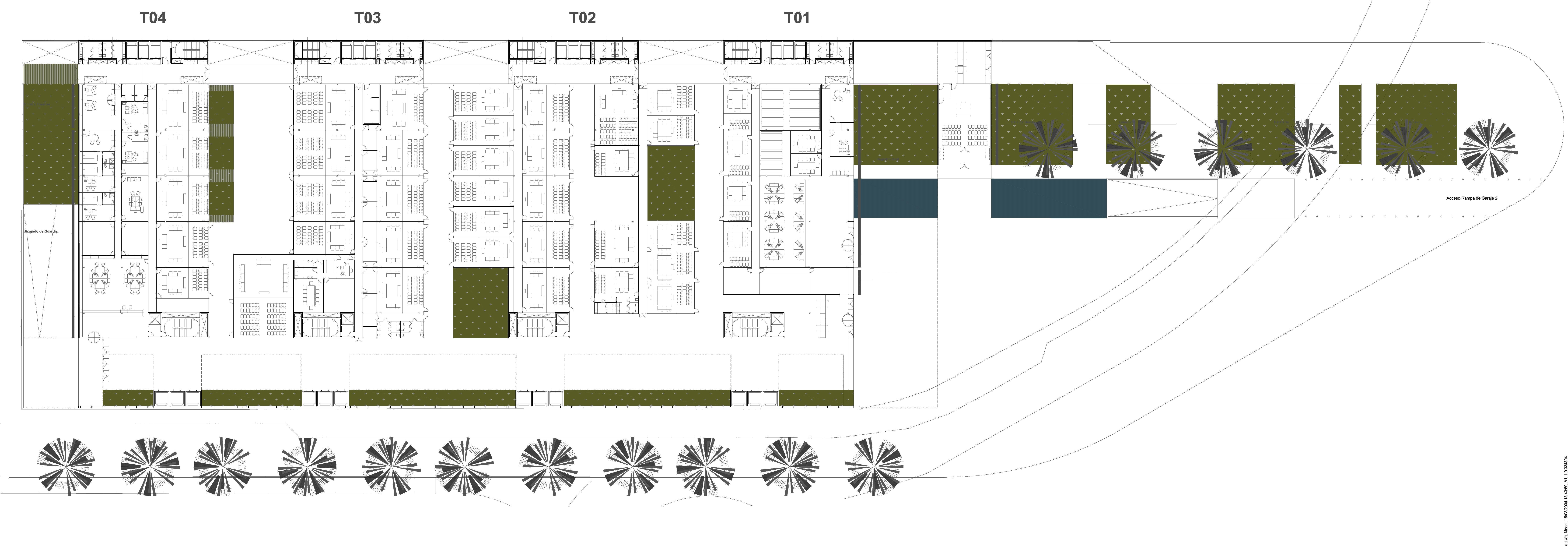
Planta  Baja Principal
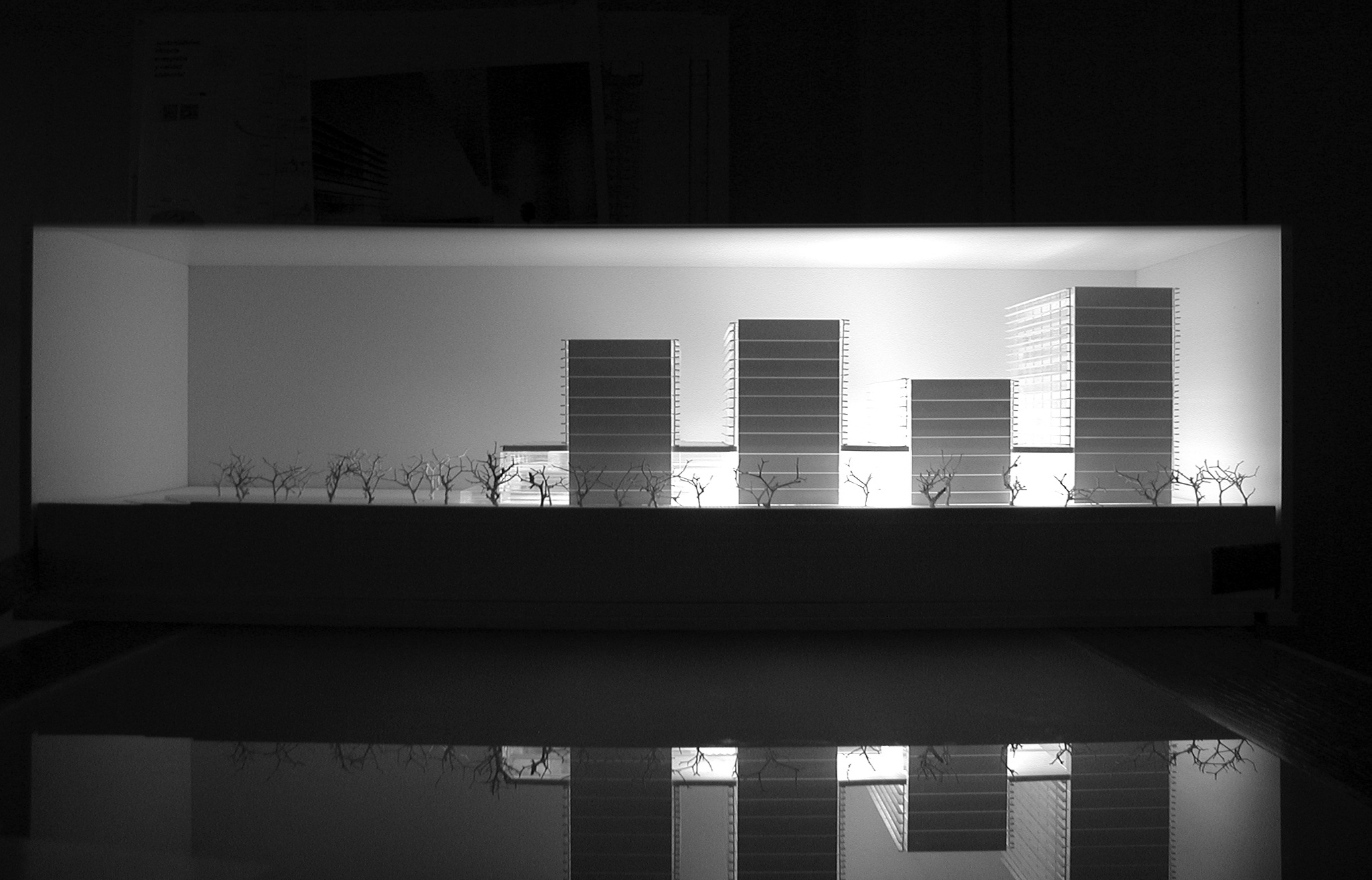
Maqueta Vista Oeste
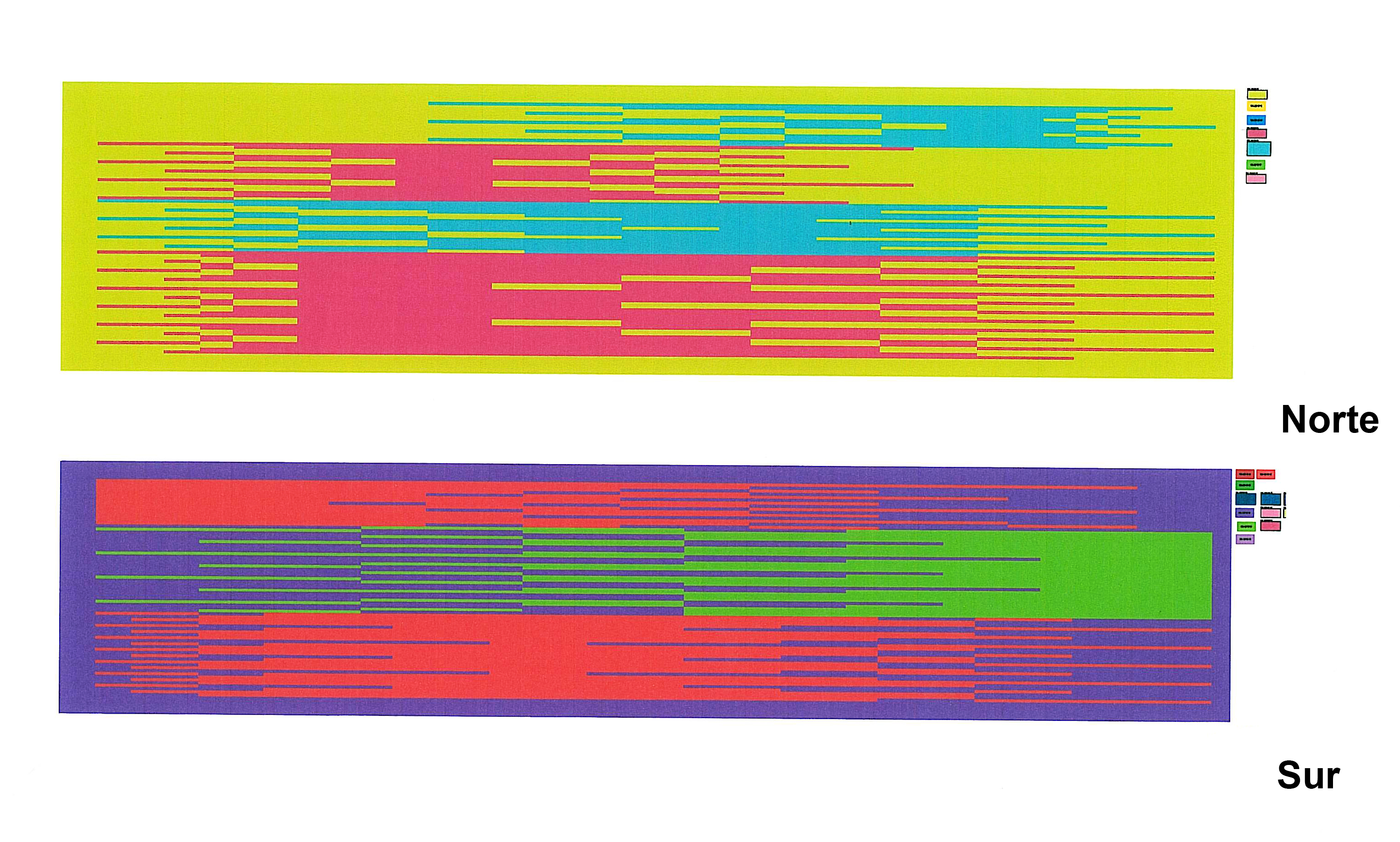
Estudios cromaticos parasoles (Brise Soleil) de las fachadas

En este edificio perteneciente a la Consejería de Presidencia, Justicia e Igualdad del Gobierno de Canarias se invirtió desde el inicio de la construcción en 2006 un presupuesto de 122.584.453,80 euros, para poder ubicar una plantilla de cerca de 125 dignatarios entre magistrados, fiscales y jueces, junto a 65 secretarios judiciales y más 800 operarios en diferentes áreas.

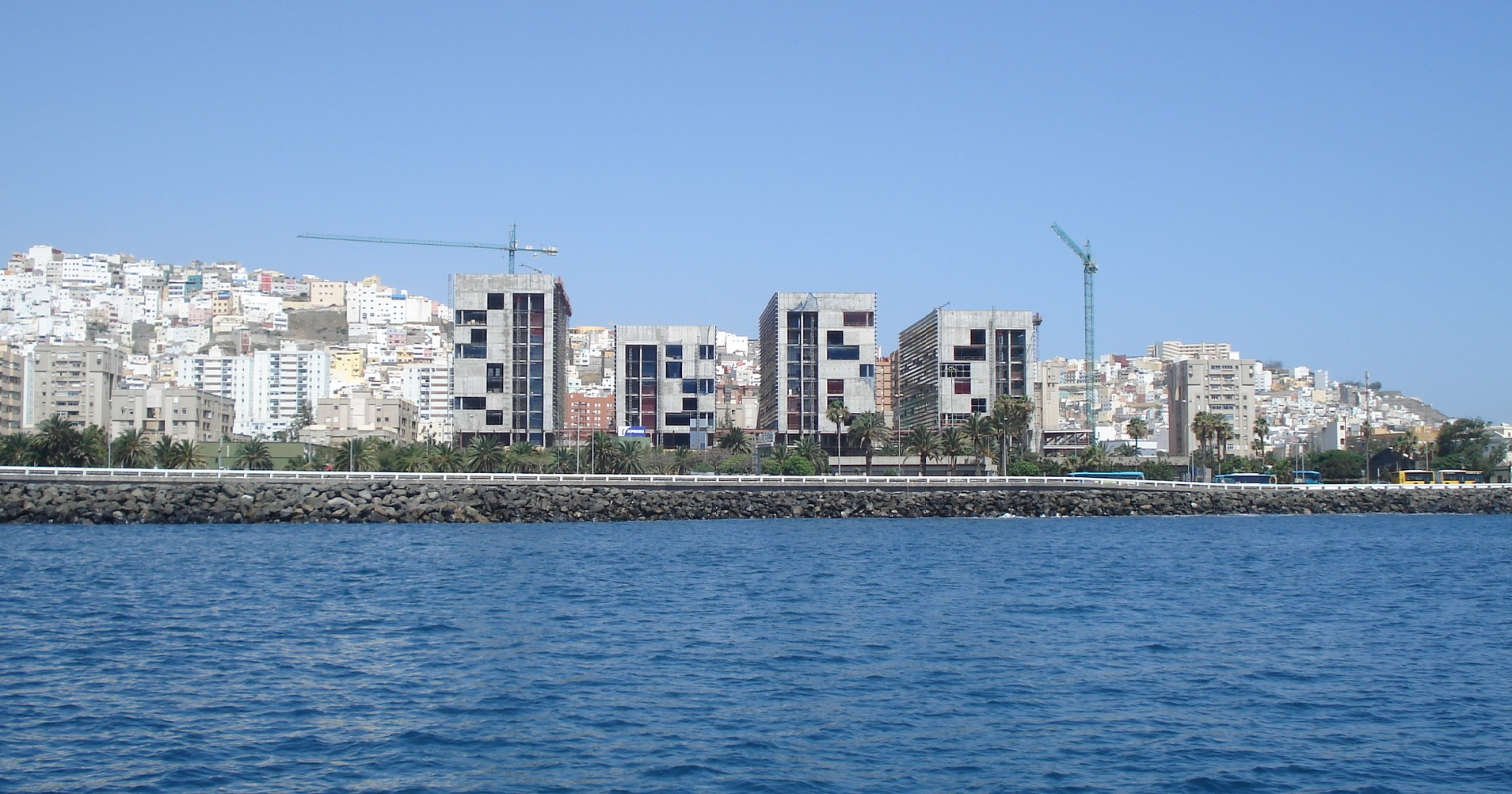
Ciudad de Las Palmas de Gran Canaria, en construcción

Como lo plantea la misma Administración de Justicia de Canarias, "La disposición del edificio, se asemeja más a la de una ciudad que a la de una pieza única (netamente artística) ”, con lo cual se resalta el tipo de diseño requerido para la población y la jurisdicción de Islas Canarias más acorde con su funcionalidad, y carácter arquitectónico.
El conjunto cuenta con una  estética "minimalista" clara, práctica y limpia, que ha llevado a esta construcción a convertirse en una pieza icónica de la arquitectura contemporánea como la solución más acertada, que  responde más eficientemente a la exigencia de transparencia, y de servicio que impone el mundo de hoy.

### Historia del sector

#### Antecedentes
Desde siglo XVII, la localidad de Vega de San José apareció como un asentamiento constituido por familias de origen humilde como: artesanos, jornaleros, criados, arrieros, marineros y demás. Así, como de gente del interior de la misma isla o inmigrantes procedentes de otras islas como la de Lanzarote, Fuerteventura e incluso provenientes del embarque hacia o desde las Américas. Esto, ante las difíciles condiciones climáticas y de oportunidad laboral.

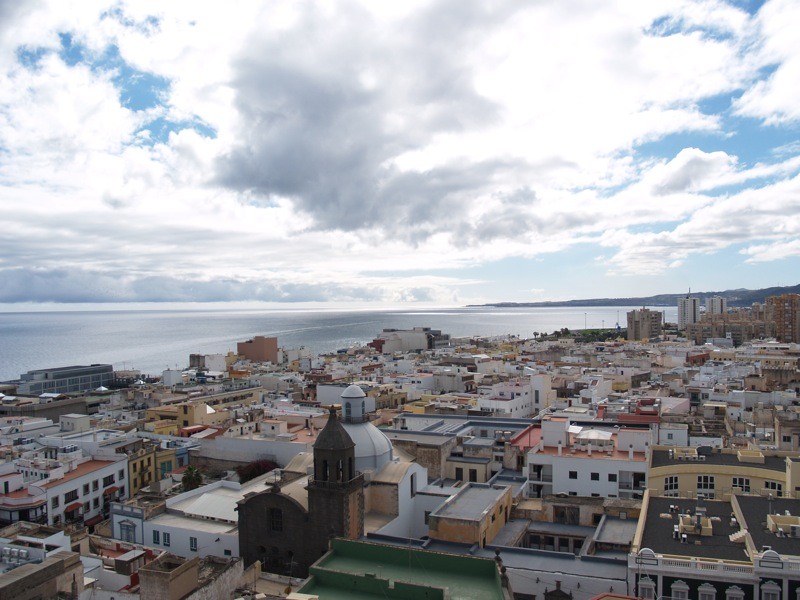
Vegueta Cono Sur -Las Palmas de Gran Canaria

Ya en el siglo XIX, una tercera parte de la población activa eran jornaleros agrícolas, que trabajaban en las extensas fincas aledañas dedicadas al monocultivo de turno, cuyos dueños eran personas adineradas y de la nobleza. Esto, fomento la urbanización y especulación del suelo de la zona, con la parcelación y posterior desaparición de las huertas y fincas dedicadas al cultivo principalmente de plátano.
Desde esta época, inician los primeros esbozos de urbanización uniendo dichas fincas con lo que se conoció como el trazado de la Ermita de los Reyes a la Vega de San José, siendo esta formalmente desarrollada hasta 1872. Posteriormente, esta se extendería hasta los bordes de la Muralla de los Reyes, hoy conformando la calle Hernán Pérez.

#### Problemática
El sector de la Vega de San José en el cual se ubica este nuevo Palacio de Justicia, había venido llevando un severo estigma tanto por su historia, como por su caracterización como ciudad dormitorio o barrio periférico lleno de delincuentes y drogodependientes. Se trataba, de un área insegura dónde era hasta algunos años arriesgado incluso el caminar por sus calles, como si se tratase de un gueto; una ciudad aislada dentro de la misma ciudad.
La marcada separación o zonificación entre lo público y lo privado por medio de bloques solo dedicados a una actividad sea  (vivienda o comercio), no funcionó en la isla muy bien, pues esto hacía que se desatendieran e incluso depreciaran ediciones y predios, entorpeciendo la dinámica social y cultural, específicamente en la manera en que la gente se relacionaba dentro del sector, todo dentro de un estilo de vida más cercano y ameno en donde aún muchas de las casas podían disfrutar de sus pequeñas huertas e ir incluso  el poder ir a la tienda del vecino como algo espontáneo y propio de la idiosincrasia del agente del lugar.
Con este nuevo edificio público, en la ciudad se ha cambiado buena parte de la percepción de la localidad, fomentando el desarrollo del sector con nuevos usos comerciales más apetecibles y seguros tanto para quienes trabajan en él como para quienes lo habitan y lo visitan. Lo cual, sirvió como pretexto para eliminar focos de inseguridad, vandalismo, y expendios de drogas los cuales indudablemente mejoraron en todo sentido sus características.
Dentro de la trama urbana, se articula este moderno equipamiento mejorando su reordenamiento al proveer zonas verdes y espacio abiertos. Además, enfatizando así su presencia como hito visual y arquitectónico tanto por su altura como por su configuración para la Avenida Canarias que bordea la costa. También, siendo un lugar de confluencia obligado de las calles Alicante y Málaga con la Avenida Eufemiano Jurado que une ambos barrios.
Indudablemente la edificación ha servido como incentivo para la Vega de San José y la Vegueta, vigorizando ambos barrios con la aparición de nuevos mercados, y pequeños sitios de esparcimiento que han hecho resurgir en cierta forma la calidad y el estilo de vida, como también resaltando la arquitectura típica de la isla con:  cafés y restaurantes junto a oficinas, y a otros edificios públicos que han fomentado el crecimiento social y cultural, pues antes en su gran mayoría solo se trataba de vivienda.

## La Edificación

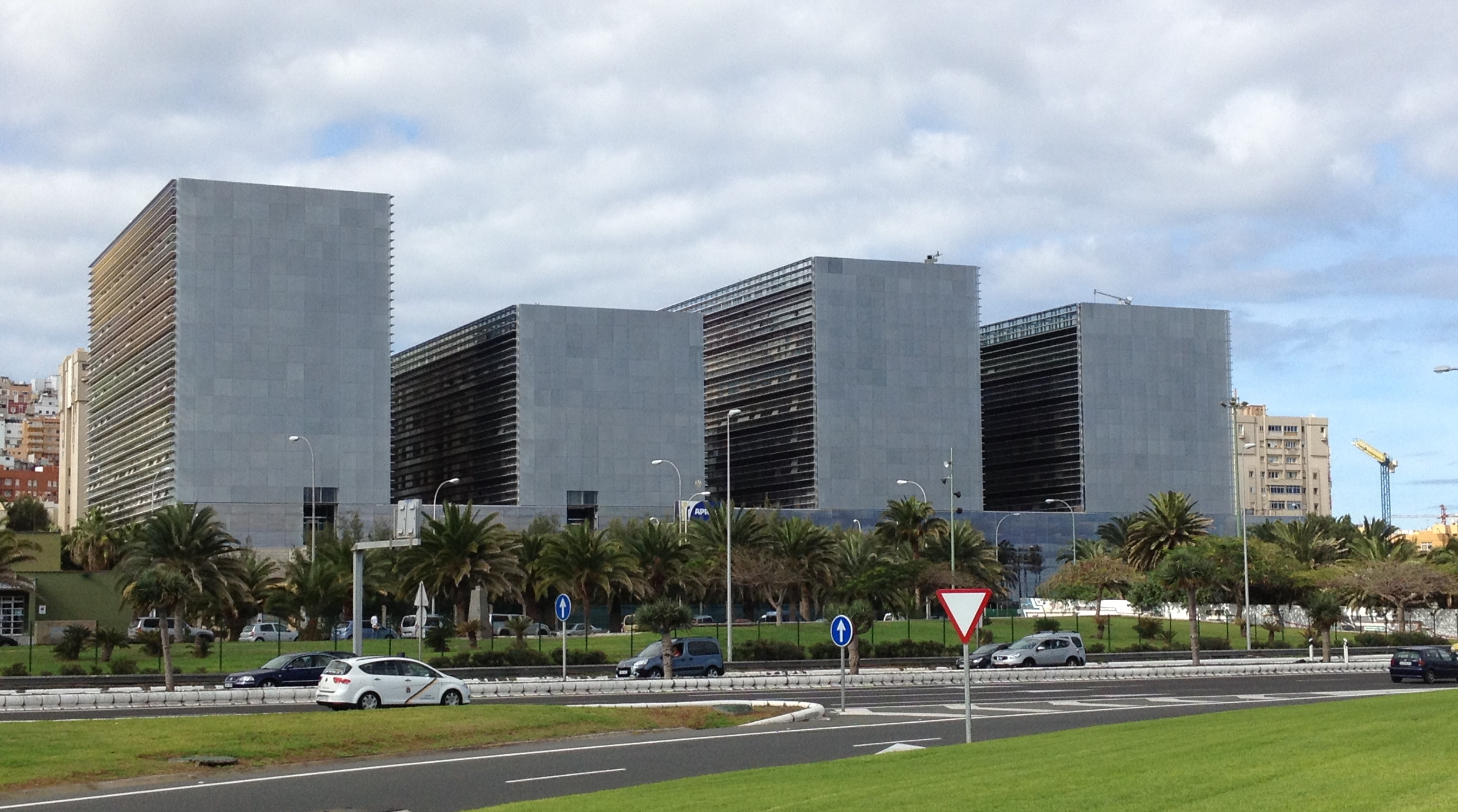
Vista desde la Avenida Canarias

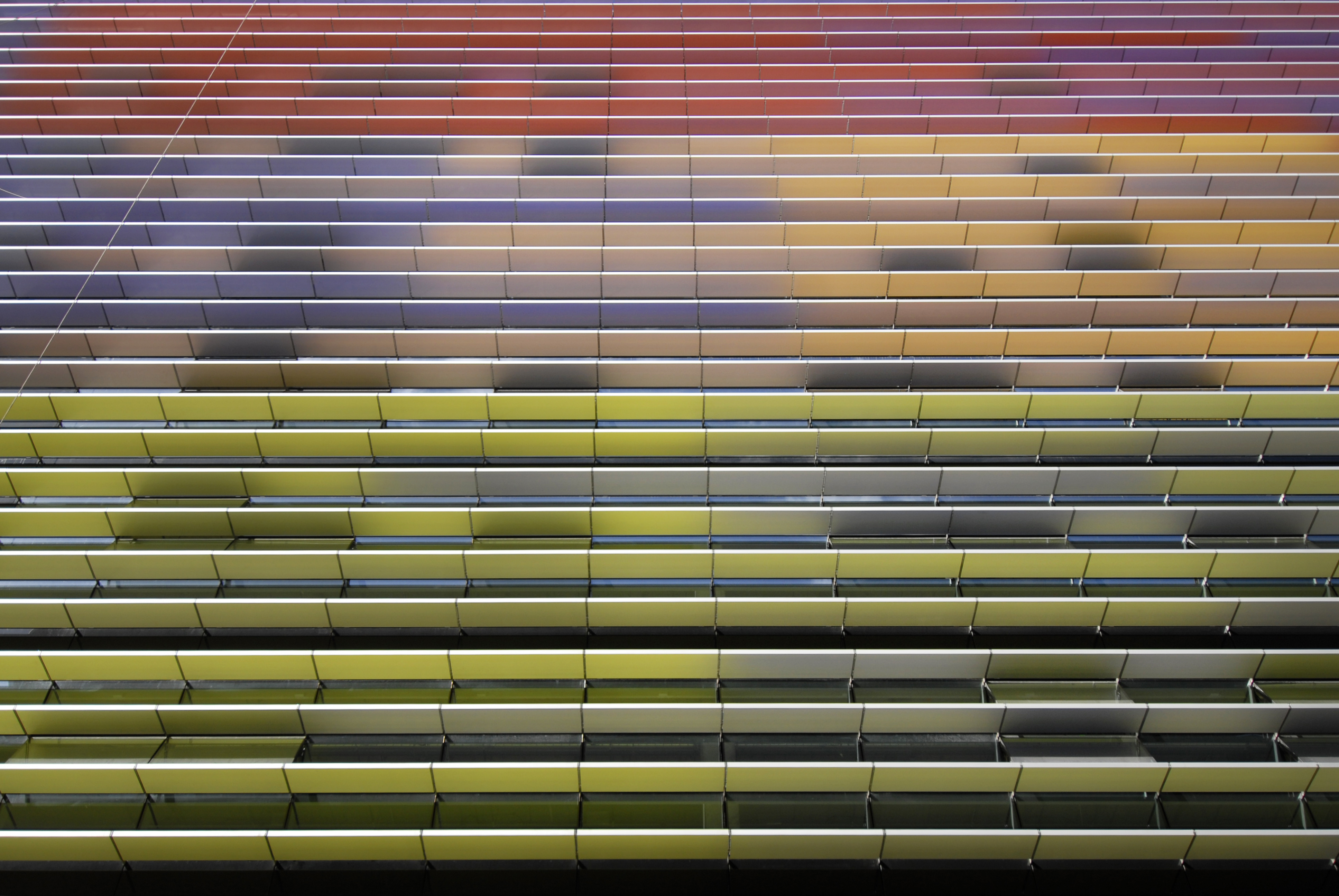
Unos de los aspectos más llamativos de la edificación, son sus coloridos parasoles de ventana (Brise Soleil)

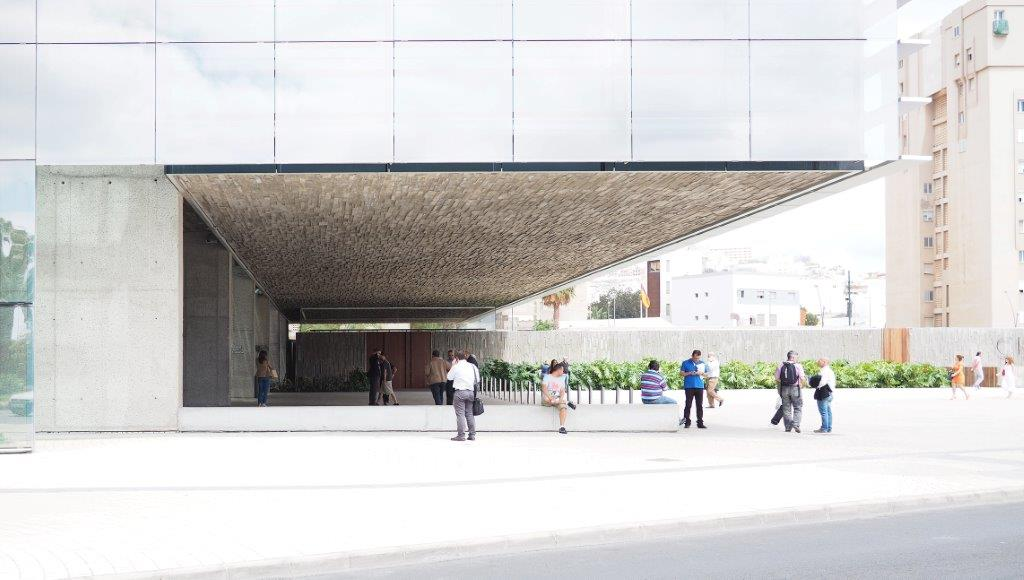
Área de ingreso al edificio

En esta sede se encuentra la Dirección General del Servicio Jurídico de la Comunidad Autónoma, disponiendo de espacio suficiente para el basto archivo Histórico provincial además de un amplio depósito de piezas de convicción como soporte a gran diversidad de casos judiciales. De esta forma, funcionan alrededor de 54 juzgados operativos, que se organizan en 84 dependencias multiplicando efectivamente la capacidad de atención a los usuarios.
Como edificio público, este cuenta con alta seguridad por medio de una esclusa de control digital y biométrico con tecnología de última generación, para la vigilancia tanto peatonal como vehicular de todo lo que ingresa o sale de la construcción. Además, contado con cuartos especializados de reconocimiento y con espacio suficiente para más de 30 salas de visitas y docenas de calabozos para diversos tipos de custodia. 
Además, cuenta con espacios complementarios tanto para los empleados como los usuarios con; una   sala de prensa, cafetería, biblioteca, una guardería y una amplia zona de aparcamiento. 

### Distribución
Las plantas bajas de la edificación generan el mayor vínculo con el exterior, pues se organizan horizontalmente en rasante mediante tres niveles que cubren la proyección de crecimiento del servicio para el próximo medio siglo. En cada planta existe una especialización que va aumentando a medida que se asciende.  
- Planta de Acceso al Público, se encuentran los puntos de atención junto a las salas de visita, el registro civil, y los juzgados de guardia.

- Primera Planta, están los profesionales del área operativa judicial, procuradores, abogados, y graduados de las ciencias sociales, además de los registros y órganos de judiciales de reparto.

- Segunda Planta, se encuentra la Fiscalía Provincial con sus especialidades, y los juzgados de menores.

### Disposición de las torres por jurisdicciones

##### Torre 1 (Jurisdicción Social y Contencioso-Administrativa)
Es ocupada por  alrededor de 26 personas (encargados, de notificaciones y embargos, así como de otras funciones) Un espacio con una sala de prensa, donde se encuentran todas  las conexiones a Internet, telefónicas y audiovisuales, con mesas que permiten el trabajo para  ordenadores portátiles.
Un despacho de acceso restringido para el Secretario del Servicio Común Procesal General, junto a abogados, procuradores y demás profesionales además de espacio para más de 50 funcionarios como notificadores, junto a despachadores y personal de archivo.

##### Torre 2 (Jurisdicción Civil Primera Instancia y Mercantil)
Aparecen espacios dispuestos para, el Secretario del Servicio Civil y de Familia, los Equipos Técnicos de Derecho  Civil y de Familia. Además, varios despachos, una sala especializada de observación de menores con cristal de vigilancia y sistema de grabación, una sala de reuniones de videoconferencia con capacidad para más de diez personas junto a una sala de espera.
También está Servicio Común Procesal General, con amplio espacio para el registro y reparto general de documentación, donde hay un mostrador de atención y sala de espera.
Igualmente, está un espacio restringido para el Secretario del   Servicio Común Procesal General con espacio para profesionales de apoyo como abogados y técnicos, además de funcionarios para digitalización y reprografía, etc.

##### Torre 3 (Audiencia Provincial y otros Administrativos)
Asignada para la Presidencia de la Audiencia Provincial, la Secretaría de Gestión del Tribunal del Jurado, se encuentra un Despacho para el Presidente de la Audiencia Provincial, sala de reuniones para más de 30 personas, un despacho para el Secretario Coordinador Provincial, y espacio adicional para el personal de apoyo.
También está el despacho para la MUGEJU, (La Mutualidad General Judicial) con dos funcionarios de apoyo, junto a varios despachos individuales para el Servicio de Mediación de la DGRAJ, (Departamento General para Registros y Asuntos Judiciales)
Además, se encuentra el despacho para Asociaciones de Jueces, Fiscales y Secretarios, despachos individuales para los Servicios Jurídicos del Estado, despachos para organizaciones sindicales, varias salas de uso múltiple, junto a espacio para las Juntas Electorales (de Zona y Provincial),al igual que para la  selección del Tribunal del Jurado.

##### Torre 4 (Jurisdicción Penal)
Se encuentran los Espacios para la Oficina de Atención a Víctimas del Delito y Policía
Judicial de apoyo, junto a despachos para el Servicio Común Procesal General
SCPG, (Servicio Común Procesal General) y despachos para los funcionarios de auxilio para atender salas de vistas.